# Campeonato Sueco de Futebol
O Campeonato Sueco de Futebol - conhecido na Suécia como Allsvenskan ou Fotbollsallsvenskan (forma abreviada de allsvenska serien, isto é "torneio de toda a Suécia") - é o escalão principal das competições de futebol disputadas por clubes no país.

Nesta primeira liga do futebol sueco, militam os 16 melhores clubes de futebol profissional da Suécia, constituindo o mais alto nível no sistema de ligas de futebol administrado pela Associação Sueca de Futebol.
Os vencedores do Allsvenskan recebem o título de "campeões de futebol da Suécia" (em sueco:  svenskt mästerskap i fotboll).
Entre os clubes tradicionalmente melhor colocados nesta competição estão Malmö FF (Malmö), IFK Göteborg e Örgryte IS (Gotemburgo), IFK Norrköping (Norrköping), AIK e Djurgårdens IF (Estocolmo), IF Elfsborg (Borås) e Helsingborgs IF (Helsingborg).
A dureza do inverno sueco dificulta ou impede a prática do futebol no exterior durante os meses de inverno, sendo por isso preferida a temporada primavera-outono, embora isso provoque um desfazamento negativo em relação aos países que adotam a temporada outono-primavera.
Em julho de 2023, ocupava a 23ª colocação entre as 55 ligas de maior coeficiente de competitividade no ranking da UEFA.

## História do Futebol Sueco
Atualmente, acredita-se que o primeiro Campeonato Sueco ocorreu em 1896, quando o Örgryte IS foi declarado campeão da Svenska Mästerskapet. Isso foi antes da criação da Associação Sueca de Futebol em 1904. Os vencedores da Svenska Mästerskapet entre 1896 e 1904 foram reconhecidos como campeões nacionais retroativamente em 1904 pela SvFF. Até 1925, os vencedores da Svenska Mästerskapet continuaram a ser considerados campeões suecos. A competição foi interrompida em 1925, e por cinco temporadas não houve uma competição oficial para atribuir o título nacional sueco.
Em 1924-25, surgiu uma nova competição nacional sueca chamada Allsvenskan, mas o título de "campeão sueco" só foi concedido aos vencedores a partir da temporada 1929-30. Desde então, os vencedores da Allsvenskan são considerados campeões suecos, com exceções. Entre 1982 e 1990, o título foi dado aos vencedores de um playoff após o término da Allsvenskan. Em 1991 e 1992, o título foi atribuído aos vencedores do Mästerskapsserien, uma continuação do campeonato com os melhores times da Allsvenskan.

## Formato da competição
Dezesseis clubes fazem parte da Allsvenskan. Durante uma temporada (que começa em março e termina em novembro), cada clube joga contra o outro duas vezes, uma no seu estádio e outra no estádio do oponente, num total de 30 jogos. No fim de cada temporada, os dois últimos colocados são rebaixados para a Superettan e os dois primeiros da Superettan são promovidos para a Allsvenskan. Ocorre também um playoff entre o 14º na Allsvenskan e o 3º colocado na Superettan.
Os vencedores da Allsvenskan qualificam-se para a Liga dos Campeões da UEFA, e entram na competição na segunda rodada qualificatória. O vice-campeão e o terceiro colocado qualificam-se para a Liga Europa, e entram na competição na primeira rodada qualificatória. Isto também depende de que time ganha a Svenska Cupen, já que este time também ganha a vaga para a Liga Europa.

## Títulos por ano

### Svenska Mästerskapet (1896–1925)
| Temporada | Campeões           | Vice-campeões       |
| --------- | ------------------ | ------------------- |
| 1896      | Örgryte IS (1)     | IS Idrottens Vänner |
| 1897      | Örgryte IS (2)     | Örgryte IS 2        |
| 1898      | Örgryte IS (3)     | AIK                 |
| 1899      | Örgryte IS (4)     | Göteborgs FF        |
| 1900      | AIK (1)            | Örgryte IS          |
| 1901      | AIK (2)            | Örgryte IS 2        |
| 1902      | Örgryte IS (5)     | Jönköpings AIF      |
| 1903      | Göteborgs IF (1)   | Göteborgs FF        |
| 1904      | Örgryte IS (6)     | Djurgårdens IF      |
| 1905      | Örgryte IS (7)     | IFK Stockholm       |
| 1906      | Örgryte IS (8)     | Djurgårdens IF      |
| 1907      | Örgryte IS (9)     | IFK Uppsala         |
| 1908      | IFK Göteborg (1)   | IFK Uppsala         |
| 1909      | Örgryte IS (10)    | Djurgårdens IF      |
| 1910      | IFK Göteborg (2)   | Djurgårdens IF      |
| 1911      | AIK (3)            | IFK Uppsala         |
| 1912      | Djurgårdens IF (1) | Örgryte IS          |
| 1913      | Örgryte IS (11)    | Djurgårdens IF      |
| 1914      | AIK (4)            | Helsingborgs IF     |
| 1915      | Djurgårdens IF (2) | Örgryte IS          |
| 1916      | AIK (5)            | Djurgårdens IF      |
| 1917      | Djurgårdens IF (3) | AIK                 |
| 1918      | IFK Göteborg (3)   | Helsingborgs IF     |
| 1919      | GAIS (1)           | Djurgårdens IF      |
| 1920      | Djurgårdens IF (4) | IK Sleipner         |
| 1921      | IFK Eskilstuna (1) | IK Sleipner         |
| 1922      | GAIS (2)           | Hammarby IF         |
| 1923      | AIK (6)            | IFK Eskilstuna      |
| 1924      | Fässbergs IF (1)   | IK Sirius           |
| 1925      | Brynäs IF (1)      | BK Derby            |

### Allsvenskan (1931–1981)
| Temporada | Campeões            | Vice-campeões       |
| --------- | ------------------- | ------------------- |
| 1931      | GAIS (3)            | AIK                 |
| 1932      | AIK (7)             | Örgryte IS          |
| 1933      | Helsingborgs IF (1) | GAIS                |
| 1934      | Helsingborgs IF (2) | GAIS                |
| 1935      | IFK Göteborg (4)    | AIK                 |
| 1936      | IF Elfsborg (1)     | AIK                 |
| 1937      | AIK (8)             | IK Sleipner         |
| 1938      | IK Sleipner (1)     | Landskrona BoIS     |
| 1939      | IF Elfsborg (2)     | AIK                 |
| 1940      | IF Elfsborg (3)     | IFK Göteborg        |
| 1941      | Helsingborgs IF (3) | Degerfors IF        |
| 1942      | IFK Göteborg (5)    | GAIS                |
| 1943      | IFK Norrköping (1)  | IF Elfsborg         |
| 1944      | Malmö FF (1)        | IF Elfsborg         |
| 1945      | IFK Norrköping (2)  | IF Elfsborg         |
| 1946      | IFK Norrköping (3)  | Malmö FF            |
| 1947      | IFK Norrköping (4)  | AIK                 |
| 1948      | IFK Norrköping (5)  | Malmö FF            |
| 1949      | Malmö FF (2)        | Helsingborgs IF     |
| 1950      | Malmö FF (3)        | Jönköpings Södra IF |
| 1951      | Malmö FF (4)        | Råå IF              |
| 1952      | IFK Norrköping (6)  | Malmö FF            |
| 1953      | Malmö FF (5)        | IFK Norrköping      |
| 1954      | GAIS (4)            | Helsingborgs IF     |
| 1955      | Djurgårdens IF (5)  | Halmstads BK        |
| 1956      | IFK Norrköping (7)  | Malmö FF            |
| 1957      | IFK Norrköping (8)  | Malmö FF            |
| 1958      | IFK Göteborg (6)    | IFK Norrköping      |
| 1959      | Djurgårdens IF (6)  | IFK Norrköping      |
| 1960      | IFK Norrköping (9)  | IFK Malmö           |
| 1961      | IF Elfsborg (4)     | IFK Norrköping      |
| 1962      | IFK Norrköping (10) | Djurgårdens IF      |
| 1963      | IFK Norrköping (11) | Degerfors IF        |
| 1964      | Djurgårdens IF (7)  | Malmö FF            |
| 1965      | Malmö FF (6)        | IF Elfsborg         |
| 1966      | Djurgårdens IF (8)  | IFK Norrköping      |
| 1967      | Malmö FF (7)        | Djurgårdens IF      |
| 1968      | Östers IF (1)       | Malmö FF            |
| 1969      | IFK Göteborg (7)    | Malmö FF            |
| 1970      | Malmö FF (8)        | Åtvidabergs FF      |
| 1971      | Malmö FF (9)        | Åtvidabergs FF      |
| 1972      | Åtvidabergs FF (1)  | AIK                 |
| 1973      | Åtvidabergs FF (2)  | Östers IF           |
| 1974      | Malmö FF (10)       | AIK                 |
| 1975      | Malmö FF (11)       | Östers IF           |
| 1976      | Halmstads BK (1)    | Malmö FF            |
| 1977      | Malmö FF (12)       | IF Elfsborg         |
| 1978      | Östers IF (2)       | Malmö FF            |
| 1979      | Halmstads BK (2)    | IFK Göteborg        |
| 1980      | Östers IF (3)       | Malmö FF            |
| 1981      | Östers IF (4)       | IFK Göteborg        |

### Playoffs da Allsvenskan (1982–1990)
| Temporada | Campeões            | Vice-campeões  |
| --------- | ------------------- | -------------- |
| 1982      | IFK Göteborg (8)    | Hammarby IF    |
| 1983      | IFK Göteborg (9)    | Östers IF      |
| 1984      | IFK Göteborg (10)   | IFK Norrköping |
| 1985      | Örgryte IS (12)     | IFK Göteborg   |
| 1986      | Malmö FF (13)       | AIK            |
| 1987      | IFK Göteborg (11)   | Malmö FF       |
| 1988      | Malmö FF (14)       | Djurgårdens IF |
| 1989      | IFK Norrköping (12) | Malmö FF       |
| 1990      | IFK Göteborg (12)   | IFK Norrköping |

### Mästerskapsserien (1991–1992)
| Season | Winners           | Runners-up     |
| ------ | ----------------- | -------------- |
| 1991   | IFK Göteborg (13) | IFK Norrköping |
| 1992   | AIK (9)           | IFK Norrköping |

### Allsvenskan (1993–)
| Temporada | Campeões            | Vice-campeões   |
| --------- | ------------------- | --------------- |
| 1993      | IFK Göteborg (14)   | IFK Norrköping  |
| 1994      | IFK Göteborg (15)   | Örebro SK       |
| 1995      | IFK Göteborg (16)   | Helsingborgs IF |
| 1996      | IFK Göteborg (17)   | Malmö FF        |
| 1997      | Halmstads BK (3)    | IFK Göteborg    |
| 1998      | AIK (10)            | Helsingborgs IF |
| 1999      | Helsingborgs IF (4) | AIK             |
| 2000      | Halmstads BK (4)    | Helsingborgs IF |
| 2001      | Hammarby IF (1)     | Djurgårdens IF  |
| 2002      | Djurgårdens IF (9)  | Malmö FF        |
| 2003      | Djurgårdens IF (10) | Hammarby IF     |
| 2004      | Malmö FF (15)       | Halmstads BK    |
| 2005      | Djurgårdens IF (11) | IFK Göteborg    |
| 2006      | IF Elfsborg (5)     | AIK             |
| 2007      | IFK Göteborg (18)   | Kalmar FF       |
| 2008      | Kalmar FF (1)       | IF Elfsborg     |
| 2009      | AIK (11)            | IFK Göteborg    |
| 2010      | Malmö FF (16)       | Helsingborgs IF |
| 2011      | Helsingborgs IF (5) | AIK             |
| 2012      | IF Elfsborg (6)     | BK Häcken       |
| 2013      | Malmö FF (17)       | AIK             |
| 2014      | Malmö FF (18)       | IFK Göteborg    |
| 2015      | IFK Norrköping (13) | IFK Göteborg    |
| 2016      | Malmö FF (19)       | AIK             |
| 2017      | Malmö FF (20)       | AIK             |
| 2018      | AIK (12)            | IFK Norrköping  |
| 2019      | Djurgårdens (12)    | Malmö FF        |
| 2020      | Malmö FF (21)       | IF Elfsborg     |
| 2021      | Malmö FF (22)       | AIK             |
| 2022      | BK Häcken (1)       | Djurgårdens     |
| 2023      | Malmö FF (23)       | IF Elfsborg     |
| 2024      | Malmö FF (24)       | Hammarby IF     |

## Títulos suecos por clube
| Títulos | Clube           |
| ------- | --------------- |
| 24      | Malmö FF        |
| 18      | IFK Göteborg    |
| 13      | IFK Norrköping  |
| 12      | Örgryte IS      |
| 12      | AIK             |
| 12      | Djurgårdens IF  |
| 6       | IF Elfsborg     |
| 5       | Helsingborgs IF |
| 4       | GAIS            |
| 4       | Halmstads BK    |
| 4       | Östers IF       |
| 2       | Åtvidabergs FF  |
| 1       | Brynäs IF       |
| 1       | IFK Eskilstuna  |
| 1       | Fässbergs IF    |
| 1       | Göteborgs IF    |
| 1       | BK Häcken       |
| 1       | Hammarby IF     |
| 1       | IK Sleipner     |
| 1       | Kalmar FF       |

### Títulos suecos por clube desde 1993
| Títulos | Clube           |
| ------- | --------------- |
| 6       | Malmö FF        |
| 5       | IFK Göteborg    |
| 3       | Djurgårdens IF  |
| 2       | IF Elfsborg     |
| 2       | Helsingborgs IF |
| 2       | AIK             |
| 2       | Halmstads BK    |
| 1       | Kalmar FF       |
| 1       | BK Häcken       |
| 1       | Hammarby IF     |
| 1       | IFK Norrköping  |